# Сойка риукійська
Сойка риукійська (Garrulus lidthi) — вид горобцеподібних птахів родини воронових (Corvidae). Ендемік Японії.

## Назва
Видова назва lidthi вшановує нідерландського зоолога Теодора Герарда ван Лідта де Жеуда (Theodoor Gerard van Lidth de Jeude, 1788—1863).

## Поширення
Вид поширений на чотирьох островах архіпелагу Рюкю — Амамі, Какеромадзіма, Укедзіма та Едатекудзіма. Мешкає у субтропічних вічнозелених широколистяних лісах, хвойних лісах і в лісах навколо полів та людського житла, демонструючи значну перевагу зрілим лісам.
Його популяція оцінювалася приблизно в 5800 птахів у 1970-х роках, але вона зменшилася до 1990-х років. Чисельність птаха почала збільшуватися з 2006 року внаслідок боротьби з чужорідними хижаками та природного відновлення лісів.

## Опис
Птах завдовжки до 38 см, вагою 125 г. Це птах міцної статури з великою квадратною та подовженою головою з сильним та конічним дзьобом та пір'ям на вершині, сильними ногами, закругленими та пальчастими крилами та досить довгим хвостом клиноподібної форми. Оперення темно-багряно-блакитне на голові та верхній частині грудей, з тенденцією до подальшого темніння до синювато-чорного на обличчі, підборідді, крилах, крупі та хвості: первинні покриви блакитні з чорними клітинками, тоді як махові та хвостові пір'я мають білу окантовку. Навіть пір'я підборіддя мають рідкісний білуватий кінчик, який утворює своєрідну «бороду»: решта тіла (спина, лопаткова область, груди, живіт, боки, огузок і підхвістя) цегляно-коричневі, з блакитними вкрапленнями на грудях Статевий диморфізм відсутній. Дзьоб перлинно-сірий з легким блакитним відтінком біля основи нижньої щелепи і краю кінчика з майже непомітним жовто-оранжевим відтінком: ноги сіро-блакитні, очі темно-коричневі з сіро-блакитним навколоочним кільцем.

## Спосіб життя
Основу раціону складають жолуді Castanopsis cuspidate, Quercus glauca та інших видів дубів. Поза сезоном дозрівання жолудів живиться комахами, плазунами, яйцями.
Це моногамні птахи, які створюють пари на тривалий період. Шлюбний період починається в лютому-березні. Двоє партнерів будують чашоподібне гніздо серед гілок дерев або в порожнині стовбура, використовуючи для цього гілки та рослинні волокна. Самиця відкладає 3—4 яйця, які вона висиджує сама (самець годує її та охороняє гніздо). Інкубація триває 16—20 днів. Пташенята вилуплюються сліпі і неоперені. У перші дні життя пташенят годує лише самиця (але поживу приносить самець), а коли очі відкриваються, самець також активно бере участь у їх вихованні. Пташенята вилітають через три тижні, але вони й далі залишаються біля гнізда ще приблизно місяць.